# Меджибиж
Меджибиж (на украински: Меджибіж) е селище от градски тип в западна Украйна, административен център на Меджибижка селищна община в Летичивски район на Хмелницка област. Населението му е около 1400 души (2018).
Разположено е на 283 метра надморска височина в Подолските възвишения, на левия бряг на река Южен Буг и на 29 километра източно от Хмелницки. Селището се споменава за първи път през 1146 година, а през XVIII век се превръща в център на ранния хасидизъм.

## Известни личности
Родени в Меджибиж
- Зоска Верас (1892 – 1991), беларуска поетеса
- Нахман (1772 – 1810), равин

Починали в Меджибиж
- Баал Шем Тов (1700 – 1760), равин